# Liste des plus hauts immeubles de Chine

## Gratte-ciel construits
Classement actualisé en janvier 2023
| Rang | Nom                                                                  | Ville     | Hauteur | Étages | Année |
| ---- | -------------------------------------------------------------------- | --------- | ------- | ------ | ----- |
| 1    | Tour Shanghai                                                        | Shanghai  | 632 m   | 128    | 2015  |
| 2    | Ping An Finance Center                                               | Shenzhen  | 599.1 m | 115    | 2017  |
| 3    | Guangzhou CTF Finance Centre                                         | Canton    | 530 m   | 111    | 2016  |
| 3    | Tianjin CTF Finance Centre                                           | Tianjin   | 530 m   | 97     | 2019  |
| 5    | CITIC Tower                                                          | Pékin     | 527.7 m | 109    | 2018  |
| 6    | Taipei 101                                                           | Taipei    | 508 m   | 101    | 2004  |
| 7    | Shanghai World Financial Center                                      | Shanghai  | 492 m   | 101    | 2008  |
| 8    | International Commerce Centre                                        | Hong Kong | 484 m   | 108    | 2010  |
| 9    | Wuhan Greenland Center                                               | Wuhan     | 475.6 m | 101    | 2023  |
| 10   | Changsha IFS Tower T1                                                | Changsha  | 452.1 m | 94     | 2018  |
| 11   | Zifeng Tower                                                         | Nankin    | 450 m   | 66     | 2010  |
| 11   | Suzhou IFS                                                           | Suzhou    | 450 m   | 95     | 2019  |
| 13   | Wuhan Center                                                         | Wuhan     | 443.1 m | 88     | 2019  |
| 14   | KK100                                                                | Shenzhen  | 441.8 m | 98     | 2011  |
| 15   | Guangzhou International Finance Center                               | Canton    | 438.6 m | 101    | 2010  |
| 16   | Dongguan International Trade Center 1                                | Dongguan  | 422.6 m | 85     | 2021  |
| 17   | Jin Mao Tower                                                        | Shanghai  | 420.5 m | 88     | 1999  |
| 18   | Two International Finance Centre                                     | Hong Kong | 412 m   | 88     | 2003  |
| 19   | Guangxi China Resources Tower                                        | Nanning   | 402.7 m | 86     | 2020  |
| 20   | Guiyang International Financial Center T1                            | Guiyang   | 401 m   | 79     | 2020  |
| 21   | China Resources Tower                                                | Shenzhen  | 392.5 m | 68     | 2018  |
| 22   | CITIC Plaza                                                          | Canton    | 390.2 m | 80     | 1996  |
| 23   | Shum Yip Upperhills Tower 1                                          | Shenzhen  | 388.1 m | 80     | 2020  |
| 24   | Shun Hing Square                                                     | Shenzhen  | 384 m   | 69     | 1996  |
| 25   | Eton Place Dalian Tower 1                                            | Dalian    | 383.2 m | 80     | 2016  |
| 26   | Nanning Logan Century 1                                              | Nanning   | 381.3 m | 82     | 2018  |
| 27   | 1 Corporate Avenue                                                   | Wuhan     | 376 m   | 73     | 2021  |
| 28   | Dabailhui Plaza                                                      | Shenzhen  | 375.6 m | 70     | 2021  |
| 29   | Central Plaza                                                        | Hong Kong | 373.9 m | 78     | 1992  |
| 30   | Dalian International Trade Center                                    | Dalian    | 370.2 m | 86     | 2019  |
| 31   | Qingdao Hai Tian Center                                              | Qingdao   | 368.9 m | 73     | 2021  |
| 32   | Golden Eagle Tiandi Tower A                                          | Nankin    | 368.1 m | 77     | 2019  |
| 33   | Tour de la Bank of China                                             | Hong Kong | 367.4 m | 72     | 1990  |
| 34   | Hanking Center                                                       | Shenzhen  | 358.9 m | 65     | 2018  |
| 35   | Raffles City Chongqing T3N                                           | Chongqing | 354.5 m | 79     | 2019  |
| 35   | Raffles City Chongqing T4N                                           | Chongqing | 354.5 m | 74     | 2019  |
| 37   | Forum 66 Tower 1                                                     | Shenyang  | 350.6 m | 68     | 2015  |
| 38   | The Pinnacle                                                         | Canton    | 350.3 m | 60     | 2012  |
| 39   | Glory・Xi'an International Financial Center                          | Xi'an     | 350 m   | 75     | 2022  |
| 40   | Spring City 66                                                       | Kunming   | 349 m   | 91     | 2019  |
| 41   | 85 Sky Tower                                                         | Kaohsiung | 347.5 m | 85     | 1997  |
| 42   | The Center                                                           | Hong Kong | 346 m   | 73     | 1998  |
| 43   | Shimao Global Financial Center                                       | Changsha  | 343 m   | 74     | 2019  |
| 44   | One Shenzhen Bay Tower 7                                             | Shenzhen  | 341.4 m | 71     | 2018  |
| 45   | Wuxi International Finance Square                                    | Wuxi      | 339 m   | 68     | 2014  |
| 45   | YunDing Tower                                                        | Jinan     | 339 m   | 69     | 2020  |
| 47   | Chongqing World Financial Center                                     | Chongqing | 338.9 m | 72     | 2015  |
| 48   | Suning Plaza Tower 1                                                 | Zhenjiang | 338 m   | 75     | 2018  |
| 48   | Tianjin Modern City Office Tower                                     | Tianjin   | 338 m   | 72     | 2016  |
| 50   | Hengqin International Finance Center                                 | Zhuhai    | 337.7 m | 69     | 2020  |
| 51   | Tianjin World Financial Center                                       | Tianjin   | 336.9 m | 75     | 2011  |
| 52   | Twin Towers Guiyang, East Tower                                      | Guiyang   | 335 m   | 74     | 2020  |
| 52   | Twin Towers Guiyang, West Tower                                      | Guiyang   | 335 m   | 74     | 2020  |
| 54   | Shimao International Plaza                                           | Shanghai  | 333.3 m | 60     | 2006  |
| 55   | Minsheng Bank Building                                               | Wuhan     | 331 m   | 68     | 2008  |
| 56   | China World Tower                                                    | Pékin     | 330 m   | 74     | 2010  |
| 56   | Guangxi Financial Investment Center                                  | Nanning   | 330 m   | 67     | 2021  |
| 56   | Yuexiu Fortune Center Tower 1                                        | Wuhan     | 330 m   | 68     | 2016  |
| 59   | Hon Kwok City Center                                                 | Shenzhen  | 329.4 m | 80     | 2017  |
| 60   | Zhubai Tower                                                         | Zhuhai    | 328.8 m | 66     | 2017  |
| 61   | Longxi International Hotel                                           | Jiangyin  | 328 m   | 72     | 2011  |
| 61   | Golden Eagle Tiandi Tower B                                          | Nankin    | 328 m   | 60     | 2019  |
| 61   | Wuxi Suning Plaza 1                                                  | Wuxi      | 328 m   | 67     | 2014  |
| 64   | Baoneng Center                                                       | Shenzhen  | 327.3 m | 65     | 2018  |
| 65   | Xiangjiang Fortune Finance Center Tower 1                            | Changsha  | 327 m   | 65     | 2020  |
| 66   | Deji Plaza                                                           | Nankin    | 324 m   | 62     | 2013  |
| 67   | Yantai Shimao No. 1 The Harbour                                      | Yantai    | 323 m   | 59     | 2017  |
| 68   | Wenzhou Trade Center                                                 | Wenzhou   | 321.9 m | 68     | 2011  |
| 69   | Guangxi Finance Plaza                                                | Nanning   | 321 m   | 68     | 2017  |
| 70   | Heartland 66 Office Tower                                            | Wuhan     | 320.9 m | 61     | 2020  |
| 71   | Nina Tower                                                           | Hong Kong | 320.4 m | 80     | 2006  |
| 72   | Sinar Mas Center 1                                                   | Shanghai  | 320 m   | 65     | 2017  |
| 73   | Global City Square                                                   | Canton    | 318.9 m | 67     | 2016  |
| 74   | Jiuzhou International Tower                                          | Nanning   | 318 m   | 71     | 2017  |
| 75   | Fanya International Finance Building North                           | Kunming   | 317.8 m | 67     | 2016  |
| 75   | Fanya International Finance Building South                           | Kunming   | 317.8 m | 66     | 2016  |
| 77   | Chongqing IFS T1                                                     | Chongqing | 316.3 m | 63     | 2016  |
| 78   | Jumeirah Nanjing Hotel & International Youth Cultural Centre Tower 2 | Nankin    | 315 m   | 67     | 2015  |
| 79   | Honglou Times Square                                                 | Lanzhou   | 313 m   | 56     | 2018  |
| 80   | Shenzhen Bay Innovation and Technology Centre Tower 1                | Shenzhen  | 311.1 m | 69     | 2020  |
| 81   | Poly Pazhou C2                                                       | Canton    | 311 m   | 65     | 2017  |
| 82   | Moi Center Tower A                                                   | Shenyang  | 310.9 m | 75     | 2014  |
| 83   | Guangxi Wealth Financial Center                                      | Nanning   | 310.8 m | 70     | 2019  |
| 84   | CCCC Southern Financial Investment Building                          | Zhuhai    | 309.5 m | 65     | 2021  |
| 85   | Pearl River Tower                                                    | Canton    | 309.4 m | 71     | 2011  |
| 85   | Fortune Center                                                       | Canton    | 309.4 m | 68     | 2015  |
| 87   | Guangfa Securities Headquarters                                      | Canton    | 308.1 m | 58     | 2018  |
| 88   | Changsha IFS Tower T2                                                | Changsha  | 308 m   | 63     | 2018  |
| 89   | East Pacific Center Tower A                                          | Shenzhen  | 306 m   | 85     | 2013  |
| 90   | International Trade Center                                           | Zhongshan | 305 m   | 65     | 2019  |
| 91   | Shenzhen CFC Changfu Centre                                          | Shenzhen  | 304.3 m | 68     | 2015  |
| 92   | Wuxi Maoye City                                                      | Wuxi      | 303.8 m | 68     | 2014  |
| 93   | Diwang International Fortune Center                                  | Liuzhou   | 303 m   | 72     | 2015  |
| 93   | Greenland Puli Center                                                | Jinan     | 303 m   | 61     | 2014  |
| 93   | Jiangxi Nanchang Greenland Central Plaza Tower A                     | Nanchang  | 303 m   | 59     | 2015  |
| 93   | Jiangxi Nanchang Greenland Central Plaza Tower B                     | Nanchang  | 303 m   | 59     | 2015  |
| 97   | Leatop Plaza                                                         | Canton    | 302.7 m | 64     | 2012  |
| 98   | Gate to the East                                                     | Suzhou    | 301.8 m | 66     | 2015  |
| 99   | International Commerce Financial Centre T1                           | Chongqing | 301.2 m | 65     | 2022  |
| 100  | Shenzhen Zhongzhou Holdings Financial Center                         | Shenzhen  | 300.8 m | 61     | 2015  |
| 101  | Huachuang International Plaza Tower 1                                | Changsha  | 300 m   | 66     | 2017  |
| 101  | OCT Tower                                                            | Shenzhen  | 300 m   | 60     | 2020  |
| 101  | Golden Eagle Tiandi Tower C                                          | Nankin    | 300 m   | 58     | 2019  |
| 101  | ICC Thang Long Global Center                                         | Fuzhou    | 300 m   | 57     | 2019  |

### Gratte-ciel en construction (hauteur structurelle)
Classement actualisé en janvier 2023
| Rang | Nom                                                     | Ville        | Hauteur | Étages | Année |  |
| ---- | ------------------------------------------------------- | ------------ | ------- | ------ | ----- |  |
| 1    | Greenland Jinmao International Financial Center         | Nankin       | 499,8 m | 102    | 2026  |  |
| 2    | HeXi Yuzui Tower A                                      | Nanjing      | 498,8 m | 85     | 2026  |  |
| 3    | Fuyuan Zhongshan 108 IFC                                | Zhongshan    | 498 m   | 108    | 2029  |  |
| 3    | China International Silk Road Center                    | Xi'an        | 498 m   | 101    | 2025  |  |
| 5    | Tianfu Center                                           | Chengdu      | 488,9 m | 95     | 2026  |  |
| 6    | North Bund Tower                                        | Shanghai     | 480 m   | ?      | 2026  |  |
| 7    | Wuhan CTF Finance Center                                | Wuhan        | 475 m   | 84     | 2029  |  |
| 8    | Fosun Bund Center T1                                    | Wuhan        | 470 m   | ?      | ?     |  |
| 9    | Chengdu Greenland Tower                                 | Chengdu      | 468 m   | 101    | 2024  |  |
| 10   | Century Plaza North Tower                               | Suzhou       | 460 m   | ?      | 2027  |  |
| 11   | Tianshan Gate of the World Plots 27 and 28              | Shijiazhuang | 450 m   | 106    | 2027  |  |
| 11   | China Resources Land Center                             | Dongguan     | 450 m   | 98     | ?     |  |
| 13   | Haikou Tower 1                                          | Haikou       | 428 m   | 94     | 2027  |  |
| 13   | Greenland Shandong International Financial Center       | Jinan        | 428 m   | 88     | 2023  |  |
| 15   | Nanjing Financial City Phase II Plot C Tower 1          | Nankin       | 426 m   | 88     | 2025  |  |
| 16   | Ningbo Central Plaza Tower 1                            | Ningbo       | 409 m   | 80     | 2024  |  |
| 17   | Dongfeng Plaza Landmark Tower                           | Kunming      | 407 m   | 100    | 2026  |  |
| 18   | Great River Center                                      | Wuhan        | 400 m   | 82     | 2025  |  |
| 19   | Hangzhou West Railway Station Hub Tower 1               | Hangzhou     | 399,8 m | 83     | ?     |  |
| 20   | Shenzhen Bay Super Headquarters Base Tower C-1          | Shenzhen     | 394 m   | 78     | 2027  |  |
| 21   | Haiyun Plaza                                            | Rizhao       | 390,2 m | 86     | 2026  |  |
| 22   | China Merchants Bank Global Headquarters Main Tower     | Shenzhen     | 387,4 m | 77     | 2026  |  |
| 23   | Shenzhen Luohu Friendship Trading Centre                | Shenzhen     | 379,9 m | 83     | 2026  |  |
| 23   | Greenland Star City Light Tower                         | Changsha     | 379,9 m | 83     | 2026  |  |
| 25   | Guangdong Business Center                               | Guangzhou    | 375,5 m | 60     | 2024  |  |
| 26   | China Merchants Prince Bay Tower                        | Shenzhen     | 374 m   | 59     | 2028  |  |
| 27   | Nanchang Ping An Financial Center                       | Nanchang     | 373 m   | ?      | 2026  |  |
| 28   | Shanghai International Trade Center Tower 1             | Shanghai     | 370 m   | 67     | 2025  |  |
| 29   | Lucheng Square                                          | Wenzhou      | 369 m   | 75     | 2026  |  |
| 29   | Guohua Financial Center Tower 1                         | Wuhan        | 369 m   | 73     | ?     |  |
| 29   | Hengli Global Operations Headquarters Tower 1           | Suzhou       | 369 m   | ?      | 2025  |  |
| 32   | Fosun Bund Center T2                                    | Wuhan        | 356 m   | ?      | ?     |  |
| 33   | Shenzhen Bay Super Headquarers Base Tower C-2           | Wenzhou      | 355,7 m | 68     | 2027  |  |
| 34   | Guohong Center                                          | Wenzhou      | 350 m   | 71     | 2027  |  |
| 34   | Baolixian Village Old Reform Project Main Building      | Guangzhou    | 350 m   | 70     | 2026  |  |
| 34   | China Resources Huafu Tower                             | Shenzhen     | 350 m   | ?      | 2026  |  |
| 34   | Global Port Tower 1 and 2                               | Lanzhou      | 350 m   | ?      | 2026  |  |
| 34   | Poly Liangxi Plaza                                      | Foshan       | 350 m   | ?      | ?     |  |
| 39   | SUNAC A-ONE Tower 4                                     | Chongqing    | 348,9 m | 89     | 2026  |  |
| 40   | Xinchu Qingtian Plaza Tower 1                           | Changsha     | 348 m   | ?      | 2024  |  |
| 41   | Zhonghai City Plaza                                     | Tianjin      | 339,9 m | 75     | 2026  |  |
| 42   | Junkang Center                                          | Wenzhou      | 339 m   | 71     | 2024  |  |
| 43   | Wanling Global Center                                   | Zhuhai       | 337 m   | 70     | 2026  |  |
| 44   | Shenzhen Urban Construction & Tower                     | Shenzhen     | 333 m   | 72     | 2024  |  |
| 44   | Guangjian Financial Center                              | Guangzhou    | 333 m   | ?      | 2027  |  |
| 46   | Yuexiu Global Financial Center                          | Wuhan        | 330 m   | 68     | 2024  |  |
| 46   | Meixi Lake Changsha Jinmao Building                     | Changsha     | 330 m   | 64     | 2024  |  |
| 46   | Jiulong Lake Knowledge Tower                            | Guangzhou    | 330 m   | 53     | 2026  |  |
| 46   | Jinqiao Sub-Center Block C1 Tower 1                     | Shanghai     | 330 m   | ?      | 2026  |  |
| 50   | Qingdao Landmark Tower                                  | Qingdao      | 327,3 m | 74     | 2024  |  |
| 51   | Dongfeng Plaza Tower 2                                  | Kunming      | 326 m   | 72     | 2025  |  |
| 51   | CITIC Pacific Plaza                                     | Jinan        | 326 m   | 64     | 2026  |  |
| 53   | Junchao Plaza                                           | Guangzhou    | 320 m   | 67     | 2024  |  |
| 53   | Jiangbei New Financial Center Phase I                   | Nanning      | 320 m   | 63     | 2025  |  |
| 53   | Hangzhou West Railway Station Hub Tower A               | Hangzhou     | 320 m   | 61     | ?     |  |
| 53   | Science Gate Tower 2                                    | Shanghai     | 320 m   | 60     | 2024  |  |
| 53   | Suhewan Huaxing New City Tower 1                        | Shanghai     | 320 m   | ?      | 2028  |  |
| 53   | Ankangyuan Tower 1                                      | Shanghai     | 320 m   | ?      | ?     |  |
| 53   | Guangzhou International Cultural Center                 | Guangzhou    | 320 m   | ?      | 2025  |  |
| 60   | Jiuzhou Bay Tower                                       | Zhuhai       | 318,5 m | 64     | 2026  |  |
| 61   | South Taihu CBD Tower                                   | Huzhou       | 318 m   | 66     | 2026  |  |
| 61   | Shaoxing Longemont Tower                                | Shaoxing     | 318 m   | 71     | ?     |  |
| 61   | Foshan Shuntie Holdings Tower                           | Foshan       | 318 m   | 90     | 2025  |  |
| 61   | China Resources Metropolitan City Center Landmark Tower | Wenzhou      | 318 m   | 60     | 2026  |  |
| 65   | Hong Plaza Main Tower                                   | Jinan        | 317 m   | 62     | 2025  |  |
| 66   | CITIC Financial Center Tower 1                          | Shenzhen     | 312 m   | 62     | 2025  |  |
| 67   | Hengyu Jinrong Center Block A                           | Shenzhen     | 310 m   | 66     | 2024  |  |
| 68   | Xiangmi Lake Financial Tower                            | Shenzhen     | 308 m   | ?      | 2026  |  |
| 69   | Nanshan Science and Technology Union Building           | Shenzhen     | 307,2 m | ?      | ?     |  |
| 70   | Wuhan Yangtze River Center Tower 2                      | Wuhan        | 305 m   | 65     | ?     |  |
| 71   | SUNAC A-ONE Tower 2                                     | Chongqing    | 302,1 m | 89     | 2025  |  |
| 72   | Hangzhou West Railway Station Hub Tower 2               | Hangzhou     | 300 m   | 68     | ?     |  |
| 72   | Hangzhou West Railway Station Hub Tower B               | Hangzhou     | 300 m   | 68     | ?     |  |
| 72   | Jiefangbei Book City                                    | Chongqing    | 300 m   | 63     | 2025  |  |
| 72   | Shimao Riverside Block D2b                              | Wuhan        | 300 m   | ?      | 2026  |  |
| 72   | Powerlong Plaza                                         | Zhongshan    | 300 m   | ?      | ?     |  |
| 72   | Luen Thai International Center Tower 1                  | Shenzhen     | 300 m   | ?      | ?     |  |